# Atiye Deniz
Atiye Deniz, född 22 november 1988 i Bremen, är en turkisk-nederländsk sångerska som är född i Tyskland.

## Biografi
Atiye Deniz far är turkisk och hennes mor är nederländsk. Hon har studerat i ett flertal länder som Tyskland, Turkiet, USA, Nederländerna och Frankrike.

## Karriär
Atiye Deniz debutalbum Gözyaşlarım släpptes år 2007. Hon släppte senare ytterligare två album, det självbetitlade Atiye år 2009 och sedan även Budur år 2011. Vid MTV Europe Music Awards år 2011 vann hon priset för "bästa turkiska sångare/musikgrupp".

## Diskografi

### Album
- 2007 - Gözyaşlarım
- 2009 - Atiye
- 2011 - Budur